# Campagne de Dalmatie
Guerres napoléoniennes
Batailles
- Cap-Vert (navale)
- San Domingo (navale)
- Río de la Plata
- Pornichet (navale)

- Raguse
- Castel-Nuovo

Campagne de Prusse (1806)
- Schleiz
- Saalfeld
- Auerstaedt
- Iéna
- Halle
- Magdebourg
- Stettin
- Lübeck
- Glogau
- Golymin
- Pułtusk
- Stralsund

Campagne de Pologne (1807)
- Eylau
- Ostrołęka
- Colberg
- Dantzig
- Guttstadt
- Heilsberg
- Friedland

Guerres napoléoniennes
Batailles
Campagne d'Allemagne et d'Autriche
- Sacile
- Teugen-Hausen
- Raszyn
- Abensberg
- Landshut
- Eckmühl
- Ratisbonne
- Neumarkt
- Radzymin (en)
- Caldiero
- Dalmatie
- Ebersberg
- Piave
- Malborghetto
- Linz (en)
- Essling
- Sankt Michael
- Stralsund
- Raab
- Gratz
- Wagram
- Korneuburg
- Stockerau
- Gefrees (en)
- Hollabrunn
- Schöngrabern (en)
- Znaïm
- Ölper

Batailles navales
- Martinique
- Sables-d'Olonne
- Île d'Aix
- Walcheren
- Lissa
- Pelagosa

Campagne de l'île Maurice
- Sainte-Rose
- Saint-Paul
- Île Bonaparte
- Grand Port
- Île de France
- Tamatave

Campagne d'Espagne
Rébellion du Tyrol
Guerres napoléoniennes
Batailles
Campagne de Russie (1812)
- Liste des batailles
- Mir
- Moguilev
- Ostrovno
- Vitebsk
- Kliastitsy
- Smolensk
- 1re Polotsk
- Valoutina Gora
- Moskova
- Moscou
- Winkowo
- 2e Polotsk
- Maloïaroslavets
- Gorodnia
- Czaśniki
- Viazma
- Smoliani
- Krasnoï
- Bérézina

Campagne d'Allemagne (1813)
- Dantzig
- Lunebourg
- Möckern
- Lützen
- Bautzen
- Reichenbach
- Haynau
- Luckau
- Hoyerswerda
- Lauenbourg
- Goldberg
- Gross Beeren
- Katzbach
- Dresde
- Kulm
- Dennewitz
- Peterswalde
- Liebertwolkwitz
- Leipzig
- Hanau
- Sehested
- Torgau
- Hambourg

Campagne de France (1814)
- Sainte-Croix-en-Plaine
- Besançon
- Mayence
- Metz
- Saint-Avold
- 1re Saint-Dizier
- Brienne
- La Rothière
- Campagne des Six-Jours (Champaubert
- Montmirail
- Château-Thierry
- Vauchamps)
- Mormant
- Montereau
- Bar-sur-Aube
- Saint-Julien
- Laubressel
- Berry-au-Bac
- Craonne
- Coutures
- Laon
- Soissons
- Mâcon
- Reims
- Saint-Georges-de-Reneins
- Limonest
- Arcis-sur-Aube
- Fère-Champenoise
- 2e Saint-Dizier
- Meaux
- Claye
- Villeparisis
- Paris

- Feistritz
- Caldiero (en)
- Trieste
- Mincio

- Hoogstraten (de)
- Anvers
- Berg-op-Zoom
- Courtrai

La Dalmatie, ancienne possession de la république de Venise annexée par l'Autriche en 1797 à la suite du traité de Campoformio, est cédée à la France en 1806 à la suite de la guerre de la Troisième Coalition. Le corps d'occupation français qui vient pour se saisir de ce territoire se heurte aux forces russes, la Russie ayant aussi des ambitions sur les rives de l'Adriatique. À l'issue de la première campagne de Dalmatie, les Français s'emparent de cette province et de la petite République de Raguse où ils établissent une administration. Une deuxième campagne de Dalmatie, en avril-mai 1809, oppose les Français à une armée autrichienne qui est repoussée. Ces deux campagnes aboutissent à la création d'un territoire des Provinces illyriennes, comprenant la Dalmatie, Raguse et d'autres territoires pris à l'Autriche, dans la dépendance de l'Empire français. La guerre navale franco-britannique dans l'Adriatique se poursuit sans interruption jusqu'en 1814. En 1813-1814, une troisième campagne de Dalmatie permet aux Autrichiens, appuyés par les Britanniques et les Monténégrins, de reconquérir la province.

## Première campagne de Dalmatie (1806-1807)

### Préliminaires
Par le traité de Presbourg, signé entre la France et l'Autriche à l'issue de la guerre de la Troisième Coalition, le royaume de Dalmatie est cédé au royaume d’Italie, qui doit y installer une administration civile relevant du gouvernement royal de Milan, la France, puissance tutélaire du royaume d'Italie, y envoyant une troupe d’occupation. La remise des provinces cédées par l'Autriche à l’Italie doit s’effectuer du 30 janvier au 28 février.
Le général Molitor prend donc avec sa troupe d’occupation (5e, 23e, 79e, 81e régiments d'infanterie de ligne) la direction de la Dalmatie, traversant la Croatie, pour arriver le 20 février à Zadar. Une administration civile italienne, dirigée par le provéditeur Vincenzo Dandolo, est mise en place.
Cependant, les Autrichiens, sans respecter les accords passés, ont remis aux Russes la province des Bouches de Kotor. Ceux-ci, qui exercent depuis 1800 un protectorat sur la république des Sept-Îles (îles Ioniennes), disposent de forces importantes sous le commandement de l'amiral Dmitri Seniavine et ont conclu une alliance avec Petar I Petrović-Njegoš, prince-évêque orthodoxe du Monténégro. Les forces russes ont aussitôt possession de tous les forts.
Avant d’attaquer, Molitor décide d’attendre l'arrivée de son artillerie et de la logistique nécessaire à ses 2 300 hommes. Cette situation de cantonnement qui dure apporte son lot de contrariétés : relations avec les autochtones, épidémies et multiples escarmouches avec les troupes russes.
Napoléon ordonne donc d’agir et crée sur les bases de cette troupe d’occupation l’Armée de Dalmatie le 16 avril 1806, Molitor ayant pour mission d'enlever au plus vite la province aux Russes.

### Siège deRaguse
Lauriston rejoint Molitor avec les 5e et 23e régiments d'infanterie de ligne, deux compagnies d’artillerie, dont une italienne, pour prendre possession des Bouches de Kotor. Le 28 mai, la ville de Raguse, capitale de la petite république du même nom est occupée, mais il reste encore à atteindre Castel-Nuovo et Cattaro (aujourd'hui Herceg Novi et Kotor) afin de refouler les Monténégrins et forcer les Russes à se rembarquer.
C'est l’inverse qui se produit : Lauriston se trouve assiégé dans Raguse et doit soutenir un siège de 20 jours où il fait plusieurs tentatives de sorties ; l’Armée de Dalmatie perd au total près de 2 000 hommes.
Molitor, ayant été prévenu, prend ses dispositions pour se porter au secours des troupes françaises assiégées bien que les secours promis à l’Armée de Dalmatie ne soient pas encore arrivés et que sa propre armée se voie décimée par les fatigues et les épidémies.
Un concours de circonstance favorise l’armée française. Ayant intercepté un courrier concernant les intentions de Molitor, l’état-major russe en place, mal informé de la situation difficile des troupes françaises, prend peur. Usant de plusieurs ruses, Molitor fait croire à l'adversaire qu’il est beaucoup mieux pourvu que dans la réalité et profite d’effets de surprise pour se dégager l’accès jusqu’à Raguse.
La marche sur Raguse et la délivrance de la place constituent l’opération la plus pénible et la plus remarquable de la campagne de Dalmatie. Plusieurs soldats du 79e régiment d'infanterie meurent de soif pendant la route, d’autres sont obligés de boire leur urine pour se désaltérer. L'empereur, pour montrer sa satisfaction au 79e, lui accorde six décorations sur douze ; il en ajoute dix peu de temps après et fait proposer le chef de bataillon Lecousturier (futur général) pour le grade supérieur.
Après la délivrance de la garnison de Raguse, le général Marmont prend le commandement de l’Armée de Dalmatie et s’occupe de l’urgence : réorganiser son armée qu’il trouve dans un état sanitaire déplorable.
Dans le même temps, Marmont réunit d'importants approvisionnements et établit des relations amicales avec Husrev Pacha, gouverneur ottoman de Bosnie.

### Bataille deCastel-Nuovo
En septembre 1806, Marmont apprend que les Russes, ayant reçu des renforts de Corfou, se trouvent en force à Castel-Nuovo. Il laisse à Raguse les blessés et part avec 6 000 hommes. Le 30 septembre, après une marche de nuit retardée par la pluie, les troupes françaises se trouvent au lever du jour à Gruda (Konavle) où elles sont au contact des Russes. L'attaque rapide de Marmont lui permet de faire des ravages dans les rangs russes en limitant les pertes françaises.
Le lendemain 1er octobre 1806, Marmont se dirige vers Castel-Nuovo. Les hauteurs sont enlevées par les troupes d’élite, la colonne qui avançait par la vallée débouche face à une ligne de 4 000 Russes rangés en bataille. Au corps à corps avec une armée russe supérieure en nombre, les régiments français remportent l'avantage, notamment les tirailleurs du 79e. Les Russes sont obligés d’évacuer la place et de ré-embarquer.

### Traité de Tilsit
Les Russes conservent encore les Bouches de Kotor et les Sept-Îles, mais par le traité de Tilsit signé le 8 juillet 1807 entre la France et la Russie, le tsar Alexandre Ier renonce à ces territoires. Marmont confie à Lauriston le soin de prendre possession de Kotor le 16 août 1807.

## Deuxième campagne de Dalmatie (avril-mai 1809)
En avril 1809, pendant la guerre de la Cinquième Coalition, une armée autrichienne commandée par Andrija Stojčević (hr) (Andreas von Stoichevich) puis par Matija Rebrović Razbojski (hr) (Mathias Rebrovich von Razboj) tente de reconquérir la Dalmatie. Elle s'appuie sur les colons serbes et croates des confins militaires. Marmont crée une diversion en encourageant des irréguliers turcs à attaquer les villages croates de la vallée de l'Una, territoire cédé par l'Empire ottoman à l'Autriche au traité de Sistova en 1791. Puis il livre une série de combats, sur la Zrmanja, où Stojčević est capturé, puis à Pribudić (Gračac), et enfin à Gospić les 21 et 22 mai, qui tournent finalement à l'avantage des Français. Un corps de renfort autrichien commandé par Vinko Knežević (en), arrivé à Karlovac, bat en retraite à l'annonce de la défaite de Gospić. Après avoir éliminé cette menace, Marmont conduit son armée en Autriche où elle participe à la bataille de Gratz puis à celle de Wagram.

## LesProvinces illyriennes
À la suite de la victoire de Wagram et du traité de Schönbrunn, la France obtient la Haute Carinthie (Villach), la Carniole, la Croatie au sud-ouest de la Save, Gorizia et Trieste et les annexe à la Dalmatie déjà conquise pour créer les provinces Illyriennes.
À l'exception de sa participation à la bataille de Wagram, Marmont va passer cinq ans à gérer sa province d'Illyrie qu'il modernise avec acharnement depuis son quartier général de Split, assisté de ses fidèles aides de camp Testot-Ferry et Boissac. Il fait construire des routes (plus de 300 kilomètres), des ponts, organise une réelle administration, crée une justice et des écoles et favorise l'institution de grandes entreprises publiques (Poste et Régie des Tabacs). Par son action, il se fait apprécier des Croates. L'enthousiasme de la population locale lui vaut d'avoir une rue à son nom à Split et un temple à Trogir.
Sans rien perdre de ses "habitudes italiennes", il est également le mécène des arts et des fêtes populaires et reçoit dans ses palais, notamment celui de Raguse, les dignitaires importants de la région tels que les princes d'Auersperg ou le comte Dietrichstein. Cela lui vaudra le surnom du "roi Marmont".
Enfin, il débarrasse le pays des différentes bandes armées qui le sillonnaient en rançonnant la population, et le protège contre les tentatives d'incursions turques. Les troupes impériales laissent un bon souvenir en Dalmatie ainsi que le prouve l'obélisque érigée en leur honneur à Ljubljana le 13 octobre 1929 pour célébrer le 120e anniversaire de la fondation de l'Illyrie napoléonienne, sur laquelle on peut lire : "Sous cette pierre nous avons déposé tes cendres, soldat sans nom de l'armée napoléonienne, pour que tu reposes au milieu de nous, toi qui, en allant à la bataille pour la gloire de ton Empereur, es tombé pour notre liberté".
À la suite de cette réussite exemplaire Napoléon demande à Marmont de reprendre l'Armée d'Espagne et le remplace par Bertrand puis Junot et enfin Fouché.

## Continuation de la guerre navale dans l'Adriatique
Les deux campagnes de Dalmatie mettent fin aux hostilités sur terre, mais les affrontements navals franco-britanniques se poursuivent avec notamment la bataille de Lissa remportée par les Britanniques le 13 mars 1811.

## Troisième campagne de Dalmatie (1813-1814)
En août 1813, l'Autriche déclare de nouveau la guerre à la France et se joint à la guerre de la Sixième Coalition. Une armée autrichienne commandée par le feld-maréchal Paul von Radivojevich entre en Croatie où les habitants se soulèvent en faveur de l'Autriche ; il prend Karlovac et Novo Mesto, remporte la bataille de Cerknica le 27 septembre et atteint l'Isonzo le 5 octobre. Un corps autrichien est détaché vers le sud, sous le commandement du général Franz von Tomassich (de), et traverse la Dalmatie en rencontrant peu de résistance : il arrive devant Raguse le 20 septembre 1813. Les Autrichiens bénéficient du concours de l'escadre britannique du capitaine William Hoste qui contribue à leur transport et à leur ravitaillement.
Le siège de Zara débute peu après : la forteresse de Zara, commandée par le général Claude Roize, est encerclée le 1er novembre et bombardée à partir du 22 novembre ; une mutinerie des compagnies croates est réprimée par Roize les 2 et 3 décembre, mais sa garnison se trouve réduite à 600 hommes et il doit se rendre aux Autrichiens le 6 décembre ; les troupes sont rapatriées en France contre la promesse de ne pas servir avant l'échange de prisonniers.
Le siège de Cattaro, défendue par le général Jean-Joseph Gauthier et assiégée par les forces britanniques et monténégrines, du 14 octobre 1813 au 3 janvier 1814, s'achève aussi par une capitulation française. La petite garnison française, forte de 310 hommes, est envoyée en captivité en Italie. Le 4 janvier, la ville est remise aux Autrichiens.
Seule la garnison de Raguse, commandée par le général Joseph de Montrichard, résiste encore, mais elle est affaiblie par la défection d'une partie des troupes croates et l'agitation des unités restantes : le siège de Raguse s'achève avec huit jours d'assaut menés par les Autrichiens du général Todor Milutinović (de) et les Britanniques du capitaine Hoste. La reddition de la ville, le 29 janvier 1814, met fin à la domination française sur la côte illyrienne.